# Deutsche Meisterschaften im Bahnradsport 2020
Die 134. Deutschen Meisterschaften im Bahnradsport waren vom 1. Juli bis 5. Juli 2020 auf der Albert-Richter-Bahn im Radstadion Köln geplant.
Damit sollten zum zweiten Mal nach 1996 Titelkämpfe im Kölner Radstadion stattfinden. Es sollten gleichzeitig die letzten Meisterschaften vor dem Umbau des Stadions sein, das danach eine komplette Überdachung und neue Funktionsräume erhält und als Bundesstützpunkt genutzt werden soll.
Die ursprüngliche Holzbahn bleibt erhalten. Am Start sollten Sportlerinnen und Sportler der Klassen Elite-, U19 und U17 sein.
Ausrichter sollte der Landesverband NRW des Bundes Deutscher Radfahrer (BDR) mit Unterstützung der Stadt Köln und dem Land Nordrhein-Westfalen im Rahmen der Initiative „Sportland NRW“ sein.
Im April 2020 gab der BDR bekannt, dass die Meisterschaften wegen der Corona-Pandemie auf einen späteren, noch unbekannten Zeitpunkt verschoben werden. Im Dezember 2020 wurde bekannt, dass die Meisterschaften in Köln auf 2021 verschoben werden.
Die getrennt ausgetragenen Meisterschaften im Omnium sollten wie geplant am 20. und 21. Dezember 2020 in der Oderlandhalle in Frankfurt (Oder) stattfinden (Stand Oktober 2020), wurden aber Anfang November abgesagt.